# Euploea eunice
Euploea eunice är en fjärilsart som beskrevs av Jean Baptiste Godart 1819. Euploea eunice ingår i släktet Euploea och familjen praktfjärilar. Inga underarter finns listade i Catalogue of Life.

## Bildgalleri

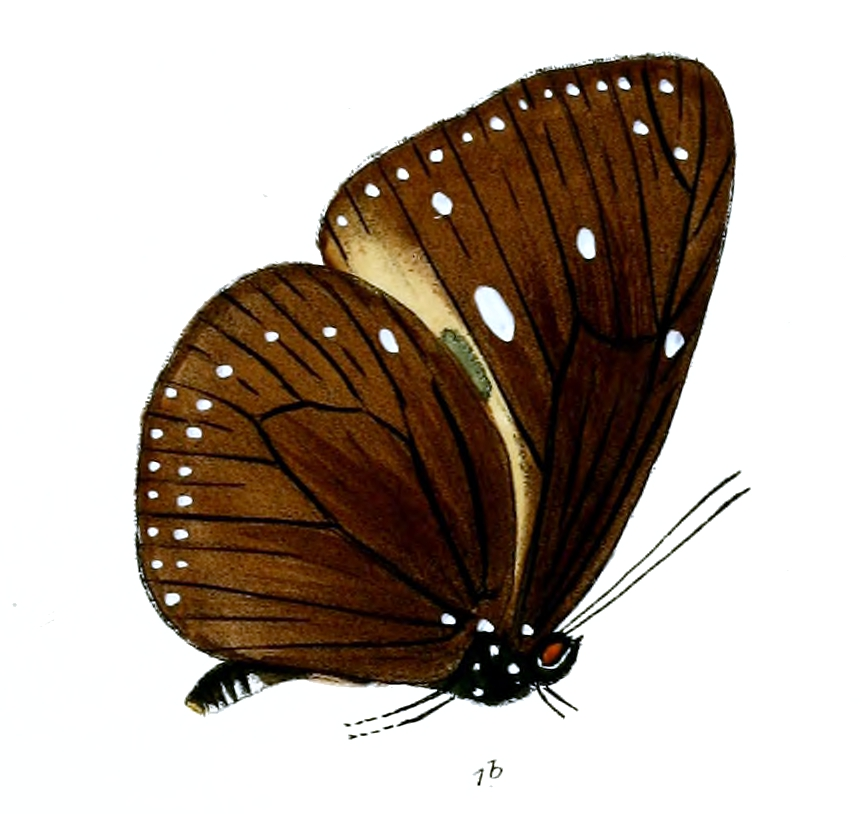